# Títulos podres
Os títulos podres ou créditos podres, também conhecidos como junk bonds, high yield bonds e títulos de alto rendimento é a denominação utilizada para se referir a títulos de dívida que são considerados ativos financeiros de baixa qualidade por existir uma boa chance de o emissor do papel não pagar aos investidores que o compraram. Esses títulos pertencem a categoria de caráter especulativo e possuem elevada classificação de risco.
Como todos os títulos, a parte que compra o título está essencialmente emprestando dinheiro à parte emissora. Em troca, o emissor promete reembolsar o dinheiro após um determinado período, juntamente com o pagamento de juros.
São títulos de renda fixa altamente voláteis e oferecem rentabilidade elevada e, por consequência, possuem um risco de crédito significativo, fazendo com que os investidores exijam um retorno bem acima do observado no mercado. A possibilidade de altos retornos decorre do risco de inadimplência da instituição emissora. A emissão dos créditos podres pode ser realizada por entidades públicas ou empresas privadas, mas em sua maioria são emitidos por instituições com baixa credibilidade no mercado financeiro, uma vez que essas entidades encontram-se em dificuldades para captar recursos, fazendo uso desse tipo de título a fim de atrair mais investimentos .
Através da sua oferta e demanda, é possível fazer uma leitura da situação econômica do país, já que esses títulos podem sinalizar mudanças em ciclos econômicos. Quando os investidores estão apreensivos quanto ao futuro da economia, a tendência é desfazer-se desse tipo de ativo.

## Histórico
O nascimento dos créditos podres (junk bonds) se deu no final dos anos 1970, quando o Michael Milken, da empresa de investimento bancário Drexel Burnham Lambert, apoiando-se em estudos históricos que mostravam que os títulos de dívida arriscados tinham taxas de retorno mais do que suficiente para compensar o risco, começou a convencer os investidores institucionais sobre os méritos de adquirir títulos arriscados e com taxas de retorno mais que suficiente para compensar os riscos.
O crescimento fenomenal no mercado desses títulos foi impressionante, porém controverso. Em 1989, a Drexel Burnham foi lançada à falência, e o “rei das junk bonds”, Michael Milken, foi preso. Esses eventos levaram ao colapso do mercado de título de dívida de alto risco no início dos anos 1990. Desde então, entretanto, o mercado desses títulos reergueu-se, e as junk bonds tornaram-se uma importante forma de financiamento de empresas. No mesmo ano, o total de junk bonds no mercado doméstico norte-americano apontava para aproximadamente US$ 200 bilhões, ou 38% de todos os títulos corporativos emitidos.
Na atualidade, o mercado de junk bonds vem perdendo espaço para o mercado de alavancagem financeira, atraentes pelas taxas flutuantes com expectativa de elevação dos juros de longo prazo. Além disso, na eventualidade de falência, os detentores de empréstimos têm maior poder de reivindicação dos ativos garantidores do que os investidores de títulos podres.

## Como identificar um título podre?
Títulos podres podem ser reconhecidos facilmente, graças ao trabalho das agências de rating que classificam empresas e governos, permitindo identificar aqueles com maior probabilidade de default (calote). Se uma agência de rating marca uma empresa ou um governo com uma classificação junk, qualquer título que eles emitam será um junk bond, ou seja, um título podre. [carece de fontes?]

## Por que investir em títulos podres?
Na realidade, como o risco desses títulos é maior, eles precisam oferecer uma promessa de retorno muito maior também, para convencer investidores a usar seus recursos para a compra desses papeis. Alguns investidores compram títulos podres para lucrar sobre a sua potencial valorização conforme a melhora da situação financeira da companhia emissora, e não necessariamente em razão do retorno de juros auferidos. [carece de fontes?]
Também podem comprar porque apostam na mudança no sentimento de risco do mercado; por exemplo, se investidores acreditam que a condição econômica nos EUA vai melhorar, eles podem comprar títulos podres de companhias que vão se desenvolver conforme a melhora da economia. [carece de fontes?] Consequentemente, a procura alta pela compra de títulos podres serve como um indicador de risco do mercado. Se os investidores estão comprando títulos podres, significa que estão dispostos a tomar mais riscos porque acreditam na melhora da economia. Pelo contrário, se os investidores não estão comprando títulos podres, geralmente significa que os investidores estão mais adversos aos riscos e estão optando por investimentos mais estáveis e seguros. Apesar de o alto investimento em títulos podres poder indicar um mercado otimista, também pode apontar para um mercado exageradamente otimista. [carece de fontes?]
É importante notar que títulos podres tem uma variação de preço maior do que títulos de melhor qualidade. Investidores podem comprar títulos podres individualmente ou por meio de um fundo administrado por um profissional. [carece de fontes?]

### Prós
Créditos podres retornam mais rendimentos do que a maior parte dos outros títulos de renda fixa e tem o potencial de valorizar significativamente caso a situação financeira da companhia emissora melhore. Também servem como um indicador de quando os investidores estão dispostos a tomar riscos ou evita-los no mercado.
O mercado de junk bonds fornece uma indicação antecipada de quanto risco os investidores estão dispostos a assumir. Esses títulos são altamente correlacionados com ações, mas também fornecem pagamentos de juros fixos. Os detentores de créditos podres são pagos antes dos acionistas em caso de falência e são emitidos com prazos de dez anos ou menos, podendo ser convocados após quatro a cinco anos.
Para compensar os riscos de inadimplência, os seus rendimentos são quatro a seis pontos mais altos do que os títulos do Tesouro americano comparáveis.

### Contras
Créditos podres tem um risco maior de default (inadimplemento pelo emissor da dívida) do que a maioria dos títulos com melhores classificações, e isso pode ocasionar a perda de 100% do investimento inicial.
O preço desses títulos pode ser volátil em razão da incerteza que permeia o desempenho financeiro do emissor da dívida. Um mercado ativo de créditos podres pode indicar um mercado que compra excessivamente. Isso significa que os investidores estão muito complacentes com o risco, o que pode levar a uma quebra do mercado.

## Como comprar créditos podres
É possível comprar esses títulos individualmente ou por meio de um fundo de alto investimento. Outra forma de investir é por meio de fundos negociados em bolsa de junk bonds. Dois dos maiores fundos são HYLB e o USHY.

## Classificação de crédito e títulos podres
Apesar dos títulos podres serem considerados investimentos arriscados, os investidores podem monitorar o nível de risco de um título analisando a classificação de crédito. Existem empresas que fazem a cotação do risco de crédito de todos os títulos de companhias e Estados, dando aos investidores uma ideia sobre os riscos. Elas atribuem notas para os créditos.

### Escala de risco daStandard and Poor's
AAA são excelentes, AA muito bom, A bom, B adequados. São títulos com alta probabilidade de serem honrados.
Títulos com avaliação menor que BB já são considerados especulativos ou um título podre. Algumas avaliações incluem: CCC são por hora vulneráveis ao não pagamento, C altamente vulnerável ao não pagamento, D em inadimplência. As companhias que tem títulos podres podem ter mais dificuldade em arrecadar o capital necessário para financiar suas operações.

## Exemplo real de um título podre
Tesla Inc. (TSLA) emitiu um título com taxa fixa e data de vencimento em 1º de março de 2021, bem como uma taxa de cupom de 1,25%. O título recebeu uma nota da Standard & Poor’s de B- em 2014 quando emitido. Em 10 de abril de 2019, o rendimento corrente do título chegou a mais de 7% no mercado secundário. A razão para a diferença é que o título teve uma avaliação B- da S&P, que significa que o título ou a companhia tem condições adversas que podem fazê-la perder capacidade de pagamento. Como resultado, um alto rendimento compensa os investidores pelo risco elevado [carece de fontes?].
O preço corrente oferecido pela Tesla era de USD $103, valor levemente do que o original de USD $100 em 2014, o que representa o rendimento extra que os investidores estão ganhando além do cupom pago. Em outras palavras, apesar da avaliação B-, o título está sendo negociado com um extra de USD $3 em relação ao seu valor original, o que se dá possivelmente em razão do alto rendimento de 7% sendo oferecido [carece de fontes?].
Entretanto, Tesla tem tido dificuldades financeiras nos últimos anos, fazendo com que o título seja mais arriscado como se pode ver da cotação de risco B- feita pela Standard & Poor’s.

## Créditos podres utilizados por fundos abutres
Algumas empresas são especializadas em comprar créditos podres vencidos, chamadas de fundos abutres, por negociarem com que está quase em falência. Em 2008, os fundos NML Capital e Aurelius Capital Management compraram títulos vencidos da dívida externa da Argentina. Na época esses fundos pagaram em torno de USD $0,30 para cada U$ 1 nominal do título. Após anos de disputa judicial, esses fundos ganharam o direito de receber integralmente o valor do título da dívida argentina. O lucro dessa operação foi calculado como algo em torno de 1.600%. 

## Programas de compra de títulos pelo Banco Central e o cuidado com títulos podres
Em cenários de crise econômica, uma das medidas possíveis a serem adotadas pelo governo é a implementação de um programa de compra de títulos pelo Banco Central. Essa medida tem como objetivo dar maior liquidez para o mercado secundário de títulos de dívida, pois geralmente falta demanda pelos papéis. Assim, o Banco Central compra de investidores que já haviam pago pelos títulos com a expectativa de receber futuramente o valor do papel no vencimento [carece de fontes?].
Todavia, ao instituir programas de compra de títulos pelo Banco Central, deve-se atentar para não comprar títulos podres, pois o Estado correrá risco de não recuperar esse dinheiro. Por isso, é recomendável incluir critérios para definir quais papeis serão comprados e excluir os títulos de emissores classificados como junk.

## O recente mercado de títulos de alto rendimento
O mercado de junk bonds dos Estados Unidos da América aumentou 80% entre 2009 e 2015, com valor aproximado de USD $1,3 trilhão. O mercado cresceu em 2013 quando o Federal Reserve anunciou que iria começar a reduzir a flexibilização quantitativa. Devido à percepção de melhora nas condições econômicas e menos casos de inadimplência, os investidores mostraram interesse renovado em junk bonds. [carece de fontes?]
No entanto, em 2015, esses títulos passaram por turbulência novamente e continuaram a cair em 2016, à medida que os investidores voltaram a investir em títulos de grau de investimento em meio à incerteza econômica impulsionada por preços instáveis no mercado de ações.